# دنی رز (بازیکن فوتبال، زاده ۱۹۸۸)
دنی رز (انگلیسی: Danny Rose؛ زادهٔ ۲۱ فوریهٔ ۱۹۸۸ بازیکن فوتبال اهل بریتانیا است.
از باشگاه‌هایی که در آن بازی کرده‌است می‌توان به باشگاه فوتبال نورث‌همپتون تاون، باشگاه فوتبال منچستر یونایتد، باشگاه فوتبال نیوپورت کانتی، باشگاه فوتبال آکسفورد یونایتد، باشگاه فوتبال آلدرشات تاون، و باشگاه فوتبال فلیتوود اشاره کرد.
وی همچنین در تیم ملی فوتبال England C بازی کرده‌است.